# Музей гражданской авиации Азербайджана
Музей гражданской авиации Азербайджана (азерб. Azərbaycan Mülki Aviasiya Muzeyi) — музей гражданской авиации, функционирующий при Национальной академии авиации Азербайджанской Республики с апреля 2005 года.

## История
Национальная академия авиации была создана в 1992 году как «Национальный Авиационный центр». В 1994 году центр был переименован в Национальную авиационную Академию.
В апреле 2005 года руководством ЗАО «Азербайджанские авиалинии» было принято решение о создании музея гражданской авиации Азербайджана.

## Законодательная база
Музей гражданской авиации руководствуется Законом Азербайджанской Республики «О музеях», «Инструкцией по учёту и охране музейных ценностей и музейной коллекции Азербайджанской Республики» Министерства культуры и туризма Азербайджана и другими государственными документами.

## Структура
Музей состоит из фондового и экспозиционного отделов, комплекса из 5 учебно-лабораторных корпусов, Центра подготовки пилотов, музея Гейдара Алиева и музея истории авиации, библиотеки и др.

### Фондовый отдел
Фондовый отдел музея осуществляет функции по сбору, охране музейных предметов, ведению учётно-регистрационной работы. В фонде музея представлены наглядные пособия, газетные материалы, рукописи, копии государственных документов, художественная литература, образцы изобразительного искусства и др. Их общее количество составляет более 10 тысяч. Эти материалы получены из Национального архивного управления Азербайджана, Архива политических документов, Государственного архива кино- и фотодокументов, Музея истории Азербайджана, Института истории Национальной Академии Наук Азербайджана (НАНА), Азербайджанского государственного ЗАО телерадиовещания, Национальной библиотеки имени Мирзы Фатали Ахундова, ЗАО «Азербайджанские Авиалинии», посольства Азербайджана в Беларуси и других источников. Кроме того, в фонде музея хранятся документы, личные вещи членов семей лётчиков.

### Экспозиционный отдел
Церемония открытия экспозиционного отдела состоялась 29 февраля 2008 года. Среди мероприятий, проводимых в данном отделе, можно выделить лекции, экскурсии, выставки («Лётчики Азербайджана в Великой Отечественной войне», «Лётчики, участвовавшие в Карабахской войне», «История нашей республики в политических лицах», «31 марта — геноцид азербайджанцев» и др.)
За особые заслуги, в 2016 году музей гражданской авиации был награждён Почётным дипломом Межгосударственного Комитета гражданской авиации.